# ノースランド (WPG-49)
ノースランド（英語: USCGC Northland, WPG-49）は、1920年代に就役したアメリカ沿岸警備隊のカッターである。
船体は耐氷で、最も早期の全溶接構造船である。主機はディーゼル・エレクトリック方式であった。海氷による損傷を想定して、ビルジキールは省かれている。またやはり海氷によって推進器が損傷した場合を想定して、帆装にも対応していたが、これは1936年に撤去された。第二次世界大戦中には武装を強化し、50口径7.6cm砲1門と70口径20mm機銃4門と爆雷投下軌条2条、爆雷投射機（K砲）2基を搭載した。また対空捜索レーダー、対水上捜索レーダー、ソナーも搭載された。
その後、「マディーナ・イヴリット」（Medina Ivrit）として欧州のユダヤ難民をパレスチナに運ぶ任務に従事していたものを、1948年、イスラエル建国に伴いイスラエル海軍に編入し、後にA-16 エイラート (INS Eilat, A-16) と改名し正式に就役させた。就役後はイスラエル海軍旗艦となり、魚雷艇／哨戒艇母艦として運用された。難民輸送中にはイギリス海軍の駆逐艦に体当たり攻撃を行い、また第一次中東戦争中にはM1906 65mm山砲を搭載した。
1955年には2代目エイラート (INS Eilat, K-40) に名を譲ってマツペン（Matzpen、ヘブライ語で「羅針盤」の意味）と改名され、係留宿泊艦及び水上倉庫となり、1962年、スクラップ処分された。

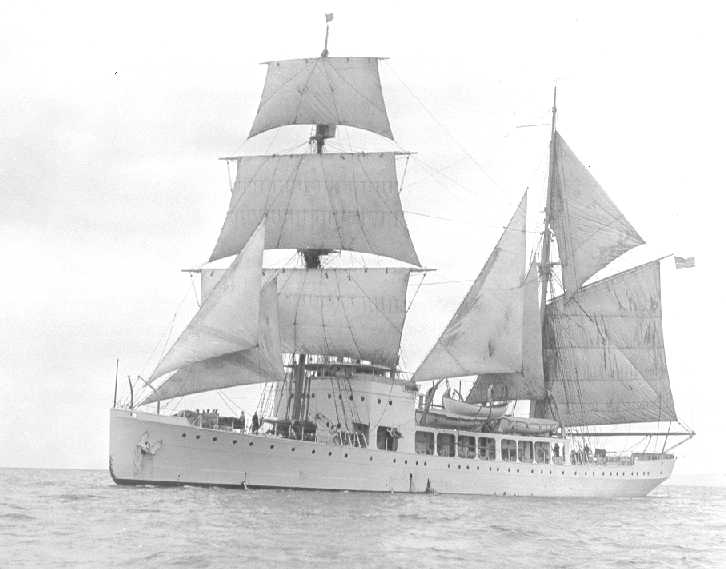
1929年頃の"USCGC ノースランド"。
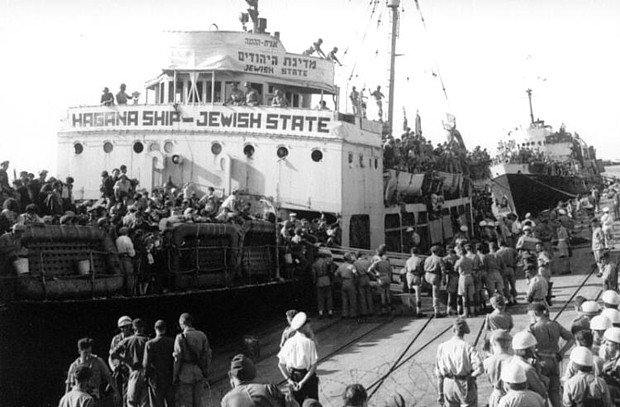
ハガナーでユダヤ人移民の移送に従事していた頃の"マディーナ・イヴリット"。1947年。
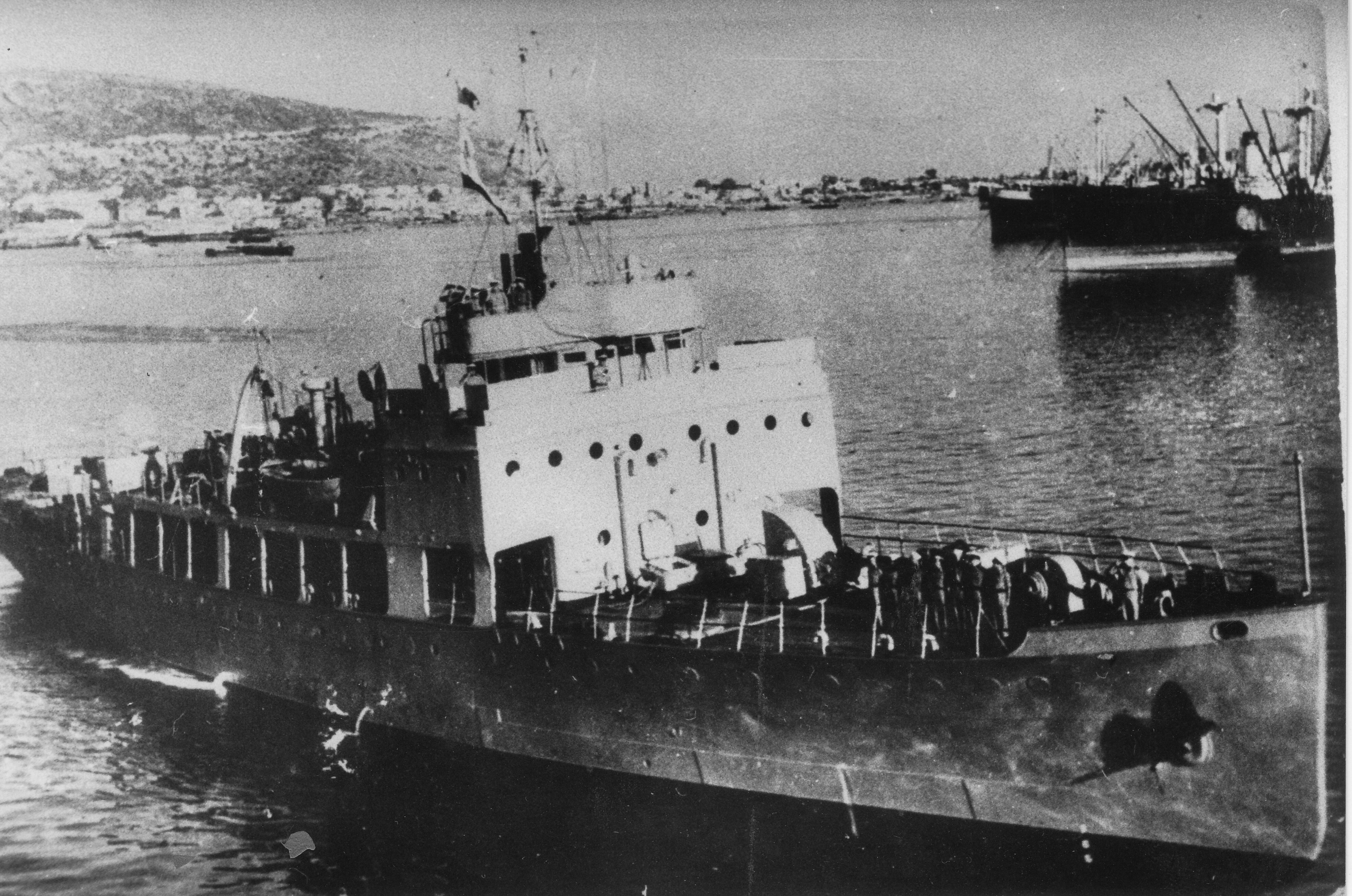
"A-16 エイラート"。1948年、ハイファ港。
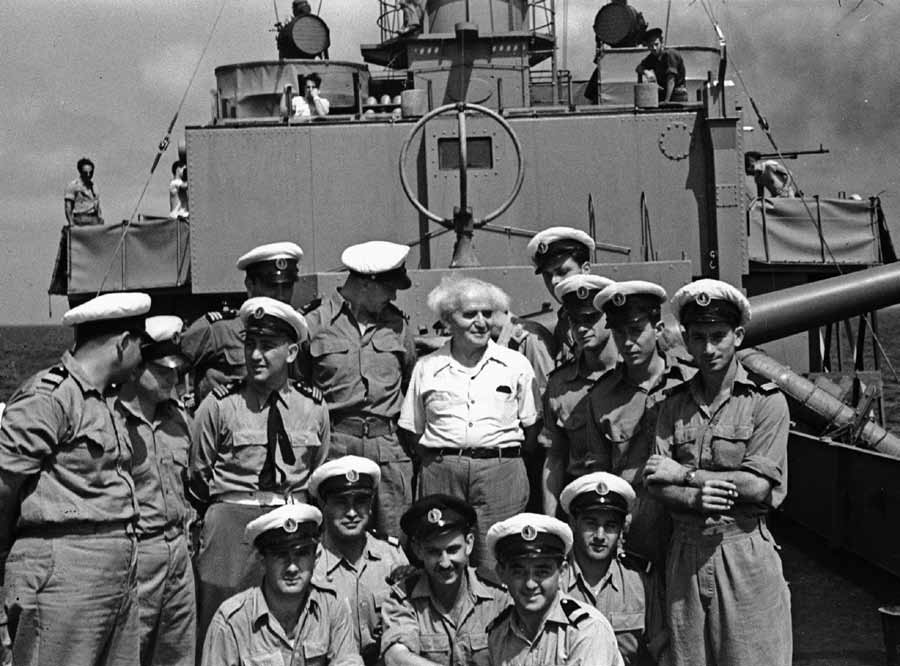
エイラートの艦上。中央の人物はイスラエル初代首相となったダヴィド・ベン＝グリオン。